# Mount Johns, Östantarktis
Mount Johns är ett berg i Antarktis. Det ligger i Östantarktis. Australien gör anspråk på området. Toppen på Mount Johns är 516 meter över havet.
Terrängen runt Mount Johns är huvudsakligen kuperad, men åt nordväst är den platt. Trakten är obefolkad. Det finns inga samhällen i närheten.